# Murter-Kornati
Murter-Kornati su općina u Hrvatskoj. Nalaze se u Šibensko-kninskoj županiji.

## Zemljopis
Općina Murter-Kornati nalazi se na otoku Murteru, i općenito obuhvaća sjeverozapadnu stranu otoka s istoimenim naseljem, te 10-ak nautičkih milja udaljeno Kornatsko otočje. Općina kopneno graniči s općinom Tisno koja obuhvaća ostatak otoka Murter.
Najveći vrh Murtera je brdo Raduč 125m, na kojem se nalazi ostaci bunkera i tunela iz II. svjetskog rata.

## Stanovništvo
Prema popisu iz 2011. godine, Općina Murter-Kornati je imala 2044 stanovnika. Od toga je 2025 živjelo u naselju Murter i 19 u naselju Kornati. Većina stanovnika Kornata stalno boravi na otocima Kornatu i Žutu.[nedostaje izvor]
| broj stanovnika | 1084  |       | 1307  | 1452  | 1681  | 1986  | 2150  | 2502  | 2213  | 2295  | 2061  | 2164  | 1846  | 2013  | 2075  | 2044  | 1934  |
|                 | 1857. | 1869. | 1880. | 1890. | 1900. | 1910. | 1921. | 1931. | 1948. | 1953. | 1961. | 1971. | 1981. | 1991. | 2001. | 2011. | 2021. |

## Uprava
Od državnih institucija u Murteru se nalaze općinska uprava, lučka kapetanija i osnovna škola. U gradu ne postoji policijska stanica, no nedavno je, u čast tragedije na Kornatima, osnovan DVD Murter, koji ima dvadesetak članova. Najbliže policijske i sudske ustanove nalaze se u Tisnu, odnosno Vodicama.
U središtu Murtera se također nalazi i uprava Nacionalnog parka Kornati.
Prometna povezanost s okolnim područjima oslanja se na dvije ceste koje vode u susjednu općinu Tisno, a kroz nju do Tišnjanskog mosta. Trajektnog prijevoza nema.

## Gospodarstvo
Nekada pretežno ribarsko naselje, Murter se sve više orijentira na turizam. Ribarska tradicija je, međutim, još uvijek jaka i uz mnoštvo malih ribara, koji love mrežama stajačicama pretežno u Murterskom moru. Murter se može pohvaliti i povećom kočarskom flotom, čije područje djelovanja obuhvaća čak i otoke Jabuku i Palagružu. Poljoprivreda je također prisutna u općini, ali se najčešće svodi na proizvodnju za osobne potrebe. Najistaknutije grane su maslinarstvo i uzgoj smokava. Na Kornatima postoji i barem jedan pčelarski posjed. Nekoliko domaćinstava još uvijek uzgaja ovce, ali je ovčarstvo nakon Domovinskog rata gotovo ugašeno.
Turizam je danas najprobitačnija grana gospodarstva općine. Murter je poznat po pješčanim plažama u uvalama Slanica i Podvrške, omiljena kupališta su i u uvalama Čigrađa i na Lukama. Također Murter je poznat i po nudističkim plažama, a najpoznatije se nalazi u uvalama Mali i Veli Doci, Tužbine, Kosirina, Podvrške i na poluotočiću Školjić. U Murteru se nalazi hotel,napravljen 1969. ali najviše profita se ostvaruje kroz privatni smještaj, odnedavno se i među njima javljaju hoteli. Nažalost, u samom mjestu apartmanizacija je napravila svoje, najviše zbog inertnosti vladajuće koalicije koja je na vlasti, koja je dozvolila isto. Gotovo svaka kuća u Murteru opremljena je za prihvat gostiju. Mnoge od kuća su već i u vlasništvu ne-Murterina, koji ih koriste za godišnje odmore. Velik dio zarade ostvaruje se i od luksuznog privatnog smještaja na 10-ak milja udaljenim Kornatima, koji su uglavnom u vlasništvu Murterina. Na Kornate se također organiziraju i masovni jednodnevni izleti brodovima.
Zahvaljujući trima marinama, od kojih je jedna u Murteru, a dvije na Kornatima, općina se može ubrojiti i u važnija središta nautičkog turizma na Jadranu.
U Murteru se također nalazi i jedno brodogradilište, opremljeno za izradu svih vrsta malih i srednjih plovila.

## Poznate osobe
- Mirta Zečević, glumica
- Slavko Juraga, glumac
- Mladen Juran, redatelj
- Tonko Rameša, jedriličar
- Nikola Bašić, arhitekt

## Spomenici i znamenitosti
Na rivi u Murteru nakon Drugog svjetskog rata podignut je spomenik narodnooslobodilačkoj borbi, ali je miniran 2005. godine, te uklonjen odlukom općinskog vijeća na čelu s Ivom Marušićem.

## Povijest
Otok Murter je bio nastanjen već u pretpovijesti i u doba Ilira. Liburni i Rimljani, koji su živjeli na otoku, ostavili su jasne tragove svoje nazočnosti. Arhitektonski ostaci rimskih objekata, lučkih uređaja i mozaici govore o važnosti otoka u antičko doba.
Otok prvi put spominje Plinije Stariji pod imenom Colentum. Hrvatsko ime otoka Srimac (Srimač) javlja se 1251. godine kad je ugarsko-hrvatski kralj Bela odredio granice šibenske komune. Od 1740. godine otok dobiva ime Murter.
Podrijetlo imena Murter još je znanstveno nedokazano. U novije vrijeme prevladava mišljenje da se naziv Murter odnosi na antičko izdubljeno kameno korito koje se nalazilo u sklopu preše za ulje, a zvalo se mortarium. Riječ mortar, mortario u hrvatskom jeziku ima značenje mužar, stupa – radi se o nazivima za posude u kojima se ručno melju žitarice, a stupa se koristi i kao naziv za prešu ili tijesak. Drugo promišljanje vezano je uz toponim uvale Murtar koja se nalazi na jugozapadnom dijelu otoka po kojoj je kasnije cijeli otok dobio ime.
U blizini današnjeg naselja nalazio se antički grad Colentum čiji ostaci, koje je već velikim dijelom pokrilo more, leže u podnožju brda Gradine, na sjevernoj strani uvale Hramine. Colentum je doživljavao svoj procvat najverojatnije u vrijeme vladavine rimskih careva Nerona (37. – 68.) i Vespazijana (9. – 79.) čiji je novac pronađen tijekom prvih arheoloških istraživanje provedenih od 1907. do 1909. godine. Grad je imao tipičnu antičku arhitekturu, kuće podignute na kat, cisterne za vodu, terme i uske ulice popločane kamenim pločama vrlo slične današnjim ulicama u starim dijelovima dalmatinskih gradova, pa i starom dijelu Murtera. Arheolozi su otkrili luksuzne zgrade, najverojatnije ljetnikovce, terasasto raspoređene niz padinu Gradine, s pročeljima okrenutim prema moru. Pretpostavlja se da su Colentum početkom 2. stoljeća srušili i opljačkali gusari, a ima indicija da je stradao u potresu. Dio ruševina uz obalu bio je obnovljen, ali Colentum više nikada nije vratio svoj početni sjaj. Daljnja sudbina Colentuma se ne zna.
U XIII. st. na otoku postoje dva naselja – Veliko Selo (Villa Magna), danas Murter, i Jezera. Stari dokumenti govore, da je godine 1298. imao 203 stanovnika. U Murteru i ostalim naseljima na otoku sve do XVIII. st. njegovale su se glagoljica i bosančica što dokazuju sačuvani stari župni dokumenti iz tog vremena. Godine 1866. osnovana je najstarija pučka knjižnica u Dalmaciji, koja je imala važnu ulogu u narodnom preporodu. Osnovna škola i pošta otvoreni su 1877. godine, a 1910. godine osnovana je Uljarska zadruga. Mjesta Betina i Tisno nastali su u doba turskih provala u šibensko područje u XVI st.
Srednjovjekovni Murter je nastao na prostoru današnjeg Sela, podalje od mora, dok je luka Hramina formirana mnogo kasnije, u trenutku kada su Murterini postali, otkupom posjeda, najbrojniji vlasnici kornatskih otoka. Do njih su mogli samo brodom, pa je za to trebala i odgovarajuća lučka infrastruktura.
Općina Murter-Kornati osnovana je krajem 1999. godine.

## Obrazovanje
U Murteru se od obrazovnog sadržaja nalazi osnovna škola (Murterski Škoji) te Narodna knjižnica i čitaonica.

## Kultura
Crkva sv. Mihovila je središte okupljanja starijih Murterina. Osim crkve, od religijskih struktura postoji i nekoliko kapelica razasutih širom općine, od kojih je najupečatljivija kapelica sv. Roka na brdu iznad grada.
Kulturna ponuda u Murteru je skromna: kino-sala-kazalište, ljetno kino, muzej, knjižnica, te nekoliko privatnih galerija. U gradu djeluje kulturno društvo "Zaokret".
Ugostiteljska ponuda je adekvatna, s obiljem kafića, konobi i restorana. U Murteru nema niti jedan disco-klub.
Brojne i lijepe plaže ipak su najvažniji kulturno-zabavni sadržaj, barem u ljetnim mjesecima.
Svake godina 8. rujna, na dan tzv. Male Gospe, u Murteru se organizira opća fešta.
1959. godine na Kornatima se snimao njemački film Raubfischer in Hellas, s Mariom Schell i Cliffom Robertsonom u glavnim ulogama. U filmu su statirali mnogi Murterini. 1988. u Murteru je snimam film 30 konja redatelja Mladena Jurana, u kojoj glavnu ulogu tumače glumci Boris Dvornik, Sven Lasta, Milena Dravić, Aljoša Vučković i Milan Štrljić. Također 1997. u Murteru, točnije u uvalama Čigrađa i Podvrške snimam je dio filma Kull Osvajač (Kull the Conqueror).

## Šport
Od sportskih društava postoje boćarski, teniski i malonogometni klub, s pripadajućim igralištima.
U veljači 2009. nakon sedam godina gradnje, završena je sportska dvorana koja se nalazi u okviru osnovne škole Murterski škoji. U sklopu dvorane osnovano je mnoštvo klubova kao što su rukometni i košarkaški, razni plesni klubovi (zumba, aerobik), a otvorena je i teretana.

## Vanjske poveznice
- Službena web stranica općine